# JBL
JBL (от имени англ. James Bullough Lansing — Джеймс Буллоу Лэнсинг) - это легендарная американская компания, специализирующаяся на производстве аудиотехники: акустических систем, наушников и профессионального звукового оборудования. Ее история началась в середине XX века, и с тех пор бренд стал символом высококачественного звука. Компания входит в состав объединения «Harman International Industries», которое включает в себя многочисленные компании по производству аудиотехники и само является дочерней компанией Samsung Electronics.

## История
Настоящее имя основателя - Джеймс Мартини (James Martini). Он родился 14 января 1902 года в Иллинойсе в семье шахтёров-иммигрантов из Италии. В юности сменил фамилию на Лансинг (Lansing) – это была фамилия соседа, который ему нравился.
Интерес к технике проявил рано: в 12 лет собрал радиоприёмник, в 14 лет бросил школу, работал автослесарем, а  уже в 1924 переехал в Солт-Лейк-Сити где устроился на радиостанцию.
Компания JBL была основана в 1946 году Джеймсом Буллоу Лэнсингом. Продукция JBL — акустические системы высокого класса и сопутствующая им электроника. Существует два подразделения этой компании: «JBL Consumer» и «JBL Professional». Первая из них производит аудиотехнику для домашнего использования, вторая — профессиональное оборудование для студий звукозаписи, звукорежиссёров, диджеев и т. п. Также производится портативная акустика (JBL Flip, JBL Charge, JBL Go, и т.п). Джеймс Лэнсинг основал JBL год спустя после ухода из организованной ранее, в 1945 году, компании «Altec Lansing». Он первоначально разработал серию динамических головок и сопутствующих элементов, которые стали использоваться в домашних условиях и для кинотеатров. Джеймсом Лэнсингом был создан знаменитый громкоговоритель D130, который оставался популярным почти 55 лет после своего создания.
Джеймс Лэнсинг был высококлассным инженером (его авторитет как инженера-акустика был весьма велик), но никудышным бизнесменом. Результатом этого стало ухудшение дел в компании: исчезла прибыль, появились огромные долги, вследствие чего нервы Лэнсинга не выдержали, и 24 сентября 1949 года он покончил жизнь самоубийством, повесившись.
После смерти Лэнсинга компания JBL перешла в руки Билла Томаса — тогдашнего вице-президента компании. Томас оказался человеком более предприимчивым, что обеспечило рост и развитие компании JBL в последующие два десятилетия. За этот период JBL приобрела репутацию производителя высококачественных акустических систем для домашнего использования. Две акустические системы того периода, «Hartsfield» и «Paragon», были очень востребованы в своём рынке.
В 1969 году Билл Томас продал компанию Сиднею Харману[en] из «Jervis Corporation».
К 1970 году JBL становится настоящим народным брендом. Их акустическая система L-100 стала одной из наиболее продаваемых в ту пору. С того же года JBL начинает выпускать ряд моделей профессиональных «мониторов» и к концу этого десятилетия большинство американских студий звукозаписи использовало акустику JBL. Акустические системы JBL L-100 и «мониторы» 4310 стали самыми популярными системами.
В 1980 годах JBL L-100, 4312 и многие другие были заменены на акустические системы с головками, сделанными из более современных материалов — многослойный композит для низкочастотных головок и титановый излучатель для головок высокочастотных. Появились модели L-80T, L-100T, L-120T и знаменитая L-250ti. Переехав в Нортридж (Калифорния), компания JBL стала использовать особые звукопоглощающие помещения для тестирования своих динамических головок.
Следующие два десятилетия сосредотачивает своё производство на массовый рынок (серия акустических систем «Northridge»). В это же самое время они начинают производство крупных High-end систем серии «Everest» и «К2». JBL по праву становится ведущим поставщиком акустических систем для звуковой индустрии, их громкоговорителями пользуются известные рок-исполнители в своих турне. Продукция JBL послужила основой для разработки стандарта THX, использующегося для озвучивания в системах домашних кинотеатров. Кроме того, динамические головки JBL используются в виде базисной звуковой инсталляции в автомобилях ведущих автопроизводителей мира, в том числе: BMW, Kia Motors, Mini, Mercedes-Benz, Harley-Davidson, Subaru, Toyota, SAAB, Ferrari.
JBL и Россия
Советский период
Первые поставки JBL в СССР начались в 1967 г., проводились они через "Союзэкспорткино" (государственная организация, закупавшая оборудование для кинотеатров). В основном это были профессиональные системы для озвучивания кинозалов.
Пост-советский период
В 2003 году головная компания Harman International открыла свой офис в Москве (ул. Крылатская). После этого события начались прямые поставки товаров JBL на российский рынок. В 2005 году JBL проводила партнерские акции с участием российских компаний, например: МТС выпустила эксклюзивные наушники JBL M700 (логотип оператора на оголовье), сотрудничество с крупными сетями продажи электроники такими как "Эльдорадо" и "М.Видео". Уже в 2007 году компания стала звуковым партнером фестивалей, например: "Нашествие" – сцена с 48 колонками JBL VTX, "Кубок Первого канала" (фигурное катание) – вся звуковая система JBL.